# Aaron (arcibiskup archangelský)
Aron (1688 – 18. května 1738) byl kněz Ruské pravoslavné církve a arcibiskup Archangelsku a Cholmogor.

## Život
Narodil se roku 1688. Roku 1734 se stal děkanem moskevského Čudov monastýru a poté byl převeden do jaroslavského Spaso-preobraženského monastýru a stal se členem Svatého synodu.
Dne 23. srpna 1735 byl jmenován arcibiskupem Archangelsku. Dne 10. července 1736 navštívil spolu s dalšími členy Synodu arcibiskupa Teofilakta Lopatinskijeho. Dne 1. listopadu byl přítomen při kauze čudovského archimadrity Eufimia Kaleti. Zemřel s důstojností roku 1738.
Jeho tělo odpočívá v Cholmogorském Spaso-preobraženském soboru.